# Lista di asteroidi (809001-810000)
Di seguito una lista di asteroidi dal numero 809001  al 810000 con data di scoperta e scopritore.

## 809001–809100
| Nome   | Designazione provvisoria | Data di scoperta  | Scopritore          |
| ------ | ------------------------ | ----------------- | ------------------- |
| 809001 | 2018 VC162               | 9 novembre 2018   | Pan-STARRS 2        |
| 809002 | 2018 VB163               | 15 gennaio 2015   | Mount Lemmon Survey |
| 809003 | 2018 VE163               | 10 novembre 2018  | Mount Lemmon Survey |
| 809004 | 2018 VP166               | 18 gennaio 2015   | Mount Lemmon Survey |
| 809005 | 2018 VH168               | 8 novembre 2018   | Mount Lemmon Survey |
| 809006 | 2018 VY169               | 7 novembre 2018   | Mount Lemmon Survey |
| 809007 | 2018 VB170               | 13 novembre 2018  | Pan-STARRS 2        |
| 809008 | 2018 VS170               | 9 novembre 2018   | Pan-STARRS 2        |
| 809009 | 2018 VW175               | 2 novembre 2018   | Mount Lemmon Survey |
| 809010 | 2018 VF176               | 1 novembre 2018   | Mount Lemmon Survey |
| 809011 | 2018 VW177               | 2 novembre 2018   | Pan-STARRS 2        |
| 809012 | 2018 VX177               | 2 novembre 2018   | Pan-STARRS 2        |
| 809013 | 2018 VK178               | 10 novembre 2018  | Pan-STARRS 2        |
| 809014 | 2018 VG181               | 10 novembre 2018  | Pan-STARRS 2        |
| 809015 | 2018 VZ184               | 14 novembre 2018  | Pan-STARRS 2        |
| 809016 | 2018 VE188               | 8 novembre 2018   | Mount Lemmon Survey |
| 809017 | 2018 VN189               | 14 novembre 2018  | Pan-STARRS 2        |
| 809018 | 2018 VR190               | 23 settembre 2008 | Mount Lemmon Survey |
| 809019 | 2018 VG193               | 2 novembre 2018   | Mount Lemmon Survey |
| 809020 | 2018 VG198               | 1 novembre 2018   | Mount Lemmon Survey |
| 809021 | 2018 VR202               | 9 novembre 2018   | Pan-STARRS 2        |
| 809022 | 2018 WK1                 | 20 febbraio 2014  | Spacewatch          |
| 809023 | 2018 WK4                 | 17 novembre 2018  | Mount Lemmon Survey |
| 809024 | 2018 WT4                 | 28 novembre 2018  | Mount Lemmon Survey |
| 809025 | 2018 WW5                 | 18 aprile 2015    | CTIO-DECam          |
| 809026 | 2018 WA6                 | 29 novembre 2018  | Mount Lemmon Survey |
| 809027 | 2018 WB6                 | 18 novembre 2018  | Mount Lemmon Survey |
| 809028 | 2018 WF6                 | 19 novembre 2018  | Mount Lemmon Survey |
| 809029 | 2018 WH6                 | 17 novembre 2018  | Mount Lemmon Survey |
| 809030 | 2018 WY6                 | 18 settembre 2018 | Mount Lemmon Survey |
| 809031 | 2018 WS7                 | 17 novembre 2018  | Mount Lemmon Survey |
| 809032 | 2018 WW7                 | 21 dicembre 2012  | Pan-STARRS          |
| 809033 | 2018 WB8                 | 17 novembre 2018  | Mount Lemmon Survey |
| 809034 | 2018 WE8                 | 17 novembre 2018  | Mount Lemmon Survey |
| 809035 | 2018 WG9                 | 17 novembre 2018  | Mount Lemmon Survey |
| 809036 | 2018 WH9                 | 30 agosto 2005    | A. Boattini         |
| 809037 | 2018 WS11                | 29 novembre 2018  | Mount Lemmon Survey |
| 809038 | 2018 WC15                | 1 maggio 2016     | CTIO-DECam          |
| 809039 | 2018 WJ17                | 17 novembre 2018  | Mount Lemmon Survey |
| 809040 | 2018 WX17                | 28 novembre 2018  | Mount Lemmon Survey |
| 809041 | 2018 WW18                | 28 novembre 2018  | Mount Lemmon Survey |
| 809042 | 2018 WA19                | 29 novembre 2018  | Mount Lemmon Survey |
| 809043 | 2018 XZ1                 | 9 dicembre 2018   | CSS                 |
| 809044 | 2018 XF6                 | 10 aprile 2015    | Mount Lemmon Survey |
| 809045 | 2018 XP8                 | 27 novembre 2013  | Pan-STARRS          |
| 809046 | 2018 XA11                | 4 luglio 2017     | Pan-STARRS          |
| 809047 | 2018 XN13                | 25 ottobre 2009   | Mount Lemmon Survey |
| 809048 | 2018 XN14                | 7 novembre 2018   | PTF                 |
| 809049 | 2018 XT15                | 6 novembre 2018   | Pan-STARRS 2        |
| 809050 | 2018 XQ19                | 12 novembre 2007  | Mount Lemmon Survey |
| 809051 | 2018 XL20                | 12 novembre 2018  | Pan-STARRS 2        |
| 809052 | 2018 XS21                | 14 dicembre 2018  | Pan-STARRS          |
| 809053 | 2018 XN22                | 12 dicembre 2018  | Pan-STARRS          |
| 809054 | 2018 XR23                | 14 dicembre 2018  | Pan-STARRS          |
| 809055 | 2018 XA24                | 9 dicembre 2018   | Mount Lemmon Survey |
| 809056 | 2018 XT24                | 14 dicembre 2018  | Pan-STARRS          |
| 809057 | 2018 XW24                | 14 dicembre 2018  | Pan-STARRS          |
| 809058 | 2018 XA25                | 14 dicembre 2018  | Pan-STARRS          |
| 809059 | 2018 XL25                | 12 dicembre 2018  | Pan-STARRS          |
| 809060 | 2018 XM25                | 10 dicembre 2018  | Mount Lemmon Survey |
| 809061 | 2018 XO25                | 10 dicembre 2018  | Mount Lemmon Survey |
| 809062 | 2018 XW25                | 14 dicembre 2018  | Pan-STARRS          |
| 809063 | 2018 XJ26                | 15 dicembre 2018  | Pan-STARRS          |
| 809064 | 2018 XN27                | 12 dicembre 2018  | Pan-STARRS          |
| 809065 | 2018 XS28                | 18 aprile 2015    | CTIO-DECam          |
| 809066 | 2018 XU28                | 15 dicembre 2018  | Pan-STARRS          |
| 809067 | 2018 XE30                | 13 dicembre 2018  | Pan-STARRS          |
| 809068 | 2018 XZ30                | 14 dicembre 2018  | Pan-STARRS          |
| 809069 | 2018 XP31                | 20 maggio 2015    | CTIO-DECam          |
| 809070 | 2018 XQ31                | 10 dicembre 2018  | Mount Lemmon Survey |
| 809071 | 2018 XH34                | 14 dicembre 2018  | Pan-STARRS          |
| 809072 | 2018 XK34                | 13 dicembre 2018  | Pan-STARRS          |
| 809073 | 2018 XA35                | 14 dicembre 2018  | Pan-STARRS          |
| 809074 | 2018 XB35                | 13 dicembre 2018  | Pan-STARRS          |
| 809075 | 2018 XF36                | 13 dicembre 2018  | Pan-STARRS          |
| 809076 | 2018 XN36                | 21 gennaio 2015   | Pan-STARRS          |
| 809077 | 2018 XU36                | 12 dicembre 2018  | Pan-STARRS          |
| 809078 | 2018 XF37                | 14 dicembre 2018  | Pan-STARRS          |
| 809079 | 2018 XY38                | 10 dicembre 2018  | Mount Lemmon Survey |
| 809080 | 2018 XV41                | 4 dicembre 2018   | Mount Lemmon Survey |
| 809081 | 2018 XW43                | 4 dicembre 2018   | Mount Lemmon Survey |
| 809082 | 2018 XL44                | 4 dicembre 2018   | Mount Lemmon Survey |
| 809083 | 2018 XM47                | 12 dicembre 2018  | Pan-STARRS          |
| 809084 | 2018 XQ51                | 14 dicembre 2018  | Pan-STARRS          |
| 809085 | 2018 XB52                | 13 dicembre 2018  | Pan-STARRS          |
| 809086 | 2018 YK1                 | 1 ottobre 2017    | Mount Lemmon Survey |
| 809087 | 2018 YH5                 | 9 gennaio 2019    | Pan-STARRS          |
| 809088 | 2018 YU6                 | 31 dicembre 2018  | Pan-STARRS          |
| 809089 | 2018 YE7                 | 3 gennaio 2019    | Pan-STARRS          |
| 809090 | 2018 YS7                 | 18 dicembre 2018  | Pan-STARRS          |
| 809091 | 2018 YJ8                 | 12 maggio 2015    | Mount Lemmon Survey |
| 809092 | 2018 YX8                 | 10 novembre 2018  | Mount Lemmon Survey |
| 809093 | 2018 YA9                 | 17 dicembre 2018  | Pan-STARRS          |
| 809094 | 2018 YE9                 | 17 dicembre 2018  | Pan-STARRS          |
| 809095 | 2018 YE10                | 18 maggio 2015    | Pan-STARRS          |
| 809096 | 2018 YR10                | 16 dicembre 2018  | Pan-STARRS          |
| 809097 | 2018 YS10                | 17 dicembre 2018  | Pan-STARRS          |
| 809098 | 2018 YT10                | 17 dicembre 2018  | Pan-STARRS          |
| 809099 | 2018 YT11                | 16 dicembre 2018  | Pan-STARRS          |
| 809100 | 2018 YK14                | 16 dicembre 2018  | Pan-STARRS          |

## 809101–809200
| Nome   | Designazione provvisoria | Data di scoperta  | Scopritore                 |
| ------ | ------------------------ | ----------------- | -------------------------- |
| 809101 | 2018 YJ16                | 20 maggio 2015    | CTIO-DECam                 |
| 809102 | 2018 YJ17                | 31 dicembre 2018  | Pan-STARRS                 |
| 809103 | 2018 YP17                | 17 dicembre 2018  | Pan-STARRS                 |
| 809104 | 2018 YS17                | 31 dicembre 2018  | Pan-STARRS                 |
| 809105 | 2018 YT18                | 28 ottobre 2008   | Mount Lemmon Survey        |
| 809106 | 2018 YB21                | 16 dicembre 2018  | Pan-STARRS                 |
| 809107 | 2018 YV23                | 17 dicembre 2018  | PTF                        |
| 809108 | 2018 YE24                | 16 dicembre 2018  | Pan-STARRS                 |
| 809109 | 2018 YJ24                | 31 dicembre 2018  | Pan-STARRS                 |
| 809110 | 2018 YZ24                | 18 aprile 2015    | Mount Lemmon Survey        |
| 809111 | 2018 YY27                | 16 dicembre 2018  | Pan-STARRS                 |
| 809112 | 2019 AK                  | 2 dicembre 2015   | CSS                        |
| 809113 | 2019 AZ4                 | 14 novembre 2015  | Mount Lemmon Survey        |
| 809114 | 2019 AB6                 | 21 settembre 1998 | Spacewatch                 |
| 809115 | 2019 AN15                | 8 aprile 2014     | Mount Lemmon Survey        |
| 809116 | 2019 AR15                | 7 novembre 2018   | Mount Lemmon Survey        |
| 809117 | 2019 AW15                | 6 ottobre 2012    | Mount Lemmon Survey        |
| 809118 | 2019 AK16                | 9 gennaio 2014    | Mount Lemmon Survey        |
| 809119 | 2019 AB18                | 14 dicembre 2018  | Pan-STARRS                 |
| 809120 | 2019 AM20                | 16 dicembre 2018  | PTF                        |
| 809121 | 2019 AA22                | 10 dicembre 2018  | Mount Lemmon Survey        |
| 809122 | 2019 AY22                | 7 gennaio 2019    | Pan-STARRS                 |
| 809123 | 2019 AT23                | 7 gennaio 2019    | Pan-STARRS                 |
| 809124 | 2019 AU25                | 2 giugno 2008     | Mount Lemmon Survey        |
| 809125 | 2019 AQ26                | 7 agosto 2016     | Pan-STARRS                 |
| 809126 | 2019 AW27                | 14 novembre 2018  | Pan-STARRS 2               |
| 809127 | 2019 AU28                | 1 maggio 2011     | Pan-STARRS                 |
| 809128 | 2019 AL30                | 20 aprile 2014    | Mount Lemmon Survey        |
| 809129 | 2019 AO30                | 2 gennaio 2019    | Pan-STARRS                 |
| 809130 | 2019 AG32                | 30 marzo 2015     | Pan-STARRS                 |
| 809131 | 2019 AP32                | 2 marzo 2014      | CTIO-DECam                 |
| 809132 | 2019 AX34                | 11 dicembre 2013  | Mount Lemmon Survey        |
| 809133 | 2019 AR35                | 28 gennaio 2014   | Spacewatch                 |
| 809134 | 2019 AE40                | 26 agosto 2012    | Pan-STARRS                 |
| 809135 | 2019 AP41                | 13 gennaio 2019   | Pan-STARRS                 |
| 809136 | 2019 AX41                | 21 maggio 2015    | Pan-STARRS                 |
| 809137 | 2019 AQ42                | 8 gennaio 2019    | Pan-STARRS                 |
| 809138 | 2019 AB45                | 3 gennaio 2019    | Pan-STARRS                 |
| 809139 | 2019 AF45                | 3 gennaio 2019    | Pan-STARRS                 |
| 809140 | 2019 AJ45                | 3 gennaio 2019    | Pan-STARRS                 |
| 809141 | 2019 AS46                | 24 febbraio 2014  | Pan-STARRS                 |
| 809142 | 2019 AJ47                | 1 gennaio 2019    | Pan-STARRS                 |
| 809143 | 2019 AR47                | 2 novembre 2007   | Mount Lemmon Survey        |
| 809144 | 2019 AJ48                | 26 febbraio 2014  | Pan-STARRS                 |
| 809145 | 2019 AO48                | 4 gennaio 2019    | Mount Lemmon Survey        |
| 809146 | 2019 AB49                | 14 febbraio 2008  | Mount Lemmon Survey        |
| 809147 | 2019 AJ49                | 10 gennaio 2019   | Pan-STARRS                 |
| 809148 | 2019 AK50                | 8 gennaio 2019    | Pan-STARRS                 |
| 809149 | 2019 AS50                | 2 febbraio 2008   | Spacewatch                 |
| 809150 | 2019 AB51                | 3 gennaio 2019    | Pan-STARRS                 |
| 809151 | 2019 AU51                | 28 aprile 2014    | CTIO-DECam                 |
| 809152 | 2019 AG52                | 8 gennaio 2019    | Pan-STARRS                 |
| 809153 | 2019 AA53                | 3 gennaio 2019    | Pan-STARRS                 |
| 809154 | 2019 AF55                | 9 gennaio 2019    | Pan-STARRS                 |
| 809155 | 2019 AM55                | 9 gennaio 2019    | Pan-STARRS                 |
| 809156 | 2019 AY55                | 4 gennaio 2019    | Mount Lemmon Survey        |
| 809157 | 2019 AH56                | 16 settembre 2017 | Pan-STARRS                 |
| 809158 | 2019 AK56                | 8 gennaio 2019    | Pan-STARRS                 |
| 809159 | 2019 AO56                | 8 gennaio 2019    | Pan-STARRS                 |
| 809160 | 2019 AH57                | 17 settembre 2017 | Pan-STARRS                 |
| 809161 | 2019 AP57                | 8 gennaio 2019    | Pan-STARRS                 |
| 809162 | 2019 AZ57                | 10 gennaio 2019   | Pan-STARRS                 |
| 809163 | 2019 AV58                | 2 gennaio 2019    | Pan-STARRS                 |
| 809164 | 2019 AA59                | 29 marzo 2011     | Spacewatch                 |
| 809165 | 2019 AZ59                | 7 gennaio 2019    | Pan-STARRS                 |
| 809166 | 2019 AA60                | 3 gennaio 2019    | Pan-STARRS                 |
| 809167 | 2019 AH60                | 8 gennaio 2019    | Pan-STARRS                 |
| 809168 | 2019 AL60                | 10 gennaio 2019   | Pan-STARRS                 |
| 809169 | 2019 AW60                | 4 gennaio 2019    | Pan-STARRS                 |
| 809170 | 2019 AC61                | 14 gennaio 2019   | Pan-STARRS                 |
| 809171 | 2019 AD61                | 3 gennaio 2019    | Pan-STARRS                 |
| 809172 | 2019 AL61                | 8 gennaio 2019    | Pan-STARRS                 |
| 809173 | 2019 AN61                | 7 gennaio 2019    | Pan-STARRS                 |
| 809174 | 2019 AW61                | 9 gennaio 2019    | Pan-STARRS                 |
| 809175 | 2019 AZ61                | 7 gennaio 2019    | Pan-STARRS                 |
| 809176 | 2019 AH63                | 12 ottobre 2006   | Spacewatch                 |
| 809177 | 2019 AV63                | 2 gennaio 2013    | A. Oreshko, T. V. Kryachko |
| 809178 | 2019 AY63                | 7 gennaio 2019    | Pan-STARRS                 |
| 809179 | 2019 AR64                | 20 maggio 2015    | CTIO-DECam                 |
| 809180 | 2019 AV64                | 4 gennaio 2019    | Pan-STARRS                 |
| 809181 | 2019 AL65                | 14 gennaio 2019   | Pan-STARRS                 |
| 809182 | 2019 AZ65                | 2 gennaio 2019    | Pan-STARRS                 |
| 809183 | 2019 AF66                | 8 gennaio 2019    | Pan-STARRS                 |
| 809184 | 2019 AJ66                | 8 gennaio 2019    | Pan-STARRS                 |
| 809185 | 2019 AN66                | 14 gennaio 2019   | Pan-STARRS                 |
| 809186 | 2019 AF67                | 8 gennaio 2019    | Pan-STARRS                 |
| 809187 | 2019 AG67                | 3 gennaio 2019    | Pan-STARRS                 |
| 809188 | 2019 AS67                | 14 gennaio 2019   | Pan-STARRS                 |
| 809189 | 2019 AG68                | 4 gennaio 2019    | Pan-STARRS                 |
| 809190 | 2019 AT68                | 8 gennaio 2019    | Pan-STARRS                 |
| 809191 | 2019 AX69                | 3 gennaio 2019    | Pan-STARRS                 |
| 809192 | 2019 AH70                | 3 gennaio 2019    | Pan-STARRS                 |
| 809193 | 2019 AP70                | 10 gennaio 2019   | Pan-STARRS                 |
| 809194 | 2019 AW70                | 21 maggio 2015    | Pan-STARRS                 |
| 809195 | 2019 AC71                | 20 maggio 2015    | CTIO-DECam                 |
| 809196 | 2019 AZ71                | 17 settembre 2017 | Pan-STARRS                 |
| 809197 | 2019 AE72                | 4 gennaio 2019    | Pan-STARRS                 |
| 809198 | 2019 AF72                | 8 gennaio 2019    | Mount Lemmon Survey        |
| 809199 | 2019 AM72                | 7 gennaio 2019    | Pan-STARRS                 |
| 809200 | 2019 AC73                | 10 gennaio 2019   | Pan-STARRS                 |

## 809201–809300
| Nome   | Designazione provvisoria | Data di scoperta  | Scopritore          |
| ------ | ------------------------ | ----------------- | ------------------- |
| 809201 | 2019 AB75                | 8 gennaio 2019    | Pan-STARRS          |
| 809202 | 2019 AU75                | 9 gennaio 2019    | Pan-STARRS          |
| 809203 | 2019 AK77                | 4 gennaio 2019    | Pan-STARRS          |
| 809204 | 2019 AR77                | 8 gennaio 2019    | Pan-STARRS          |
| 809205 | 2019 AC79                | 2 gennaio 2019    | Pan-STARRS          |
| 809206 | 2019 AF79                | 1 agosto 2016     | Pan-STARRS          |
| 809207 | 2019 AX79                | 8 gennaio 2019    | Pan-STARRS          |
| 809208 | 2019 AZ80                | 24 agosto 2017    | Pan-STARRS          |
| 809209 | 2019 AY81                | 4 gennaio 2019    | Mount Lemmon Survey |
| 809210 | 2019 AC82                | 20 maggio 2015    | CTIO-DECam          |
| 809211 | 2019 AJ82                | 2 agosto 2016     | Pan-STARRS          |
| 809212 | 2019 AL82                | 4 gennaio 2019    | Pan-STARRS          |
| 809213 | 2019 AM82                | 3 gennaio 2019    | Pan-STARRS          |
| 809214 | 2019 AO82                | 18 aprile 2015    | CTIO-DECam          |
| 809215 | 2019 AF83                | 19 aprile 2015    | CTIO-DECam          |
| 809216 | 2019 AS83                | 9 gennaio 2019    | Pan-STARRS          |
| 809217 | 2019 AT83                | 1 gennaio 2019    | Pan-STARRS          |
| 809218 | 2019 AU83                | 14 gennaio 2019   | Pan-STARRS          |
| 809219 | 2019 AK84                | 19 settembre 2017 | Pan-STARRS          |
| 809220 | 2019 AD85                | 9 gennaio 2019    | Pan-STARRS          |
| 809221 | 2019 AM87                | 8 gennaio 2019    | Pan-STARRS          |
| 809222 | 2019 AB89                | 3 gennaio 2019    | Pan-STARRS          |
| 809223 | 2019 AU91                | 3 gennaio 2019    | Pan-STARRS          |
| 809224 | 2019 AK92                | 8 gennaio 2019    | Pan-STARRS          |
| 809225 | 2019 AL92                | 8 gennaio 2019    | Pan-STARRS          |
| 809226 | 2019 AK93                | 7 gennaio 2019    | Pan-STARRS          |
| 809227 | 2019 AP97                | 23 ottobre 2017   | Mount Lemmon Survey |
| 809228 | 2019 AB98                | 8 gennaio 2019    | Pan-STARRS          |
| 809229 | 2019 AS98                | 10 gennaio 2019   | Pan-STARRS          |
| 809230 | 2019 AN99                | 8 gennaio 2019    | Pan-STARRS          |
| 809231 | 2019 AV99                | 21 maggio 2015    | Pan-STARRS          |
| 809232 | 2019 AK104               | 9 gennaio 2019    | Pan-STARRS          |
| 809233 | 2019 AQ104               | 9 gennaio 2019    | Pan-STARRS          |
| 809234 | 2019 AV104               | 3 gennaio 2019    | Pan-STARRS          |
| 809235 | 2019 AC110               | 4 gennaio 2019    | Pan-STARRS          |
| 809236 | 2019 AR110               | 28 ottobre 2017   | Mount Lemmon Survey |
| 809237 | 2019 AW112               | 14 gennaio 2019   | Pan-STARRS          |
| 809238 | 2019 AX112               | 3 gennaio 2019    | Pan-STARRS          |
| 809239 | 2019 AR113               | 14 novembre 2017  | Mount Lemmon Survey |
| 809240 | 2019 AS114               | 11 maggio 2016    | Mount Lemmon Survey |
| 809241 | 2019 AT115               | 21 gennaio 2015   | Pan-STARRS          |
| 809242 | 2019 AX115               | 3 gennaio 2019    | Pan-STARRS          |
| 809243 | 2019 AH116               | 23 ottobre 2013   | Mount Lemmon Survey |
| 809244 | 2019 AZ116               | 3 gennaio 2019    | Pan-STARRS          |
| 809245 | 2019 AG117               | 4 gennaio 2019    | Mount Lemmon Survey |
| 809246 | 2019 AK117               | 14 gennaio 2019   | Pan-STARRS          |
| 809247 | 2019 AQ118               | 8 gennaio 2019    | Pan-STARRS          |
| 809248 | 2019 AJ119               | 14 gennaio 2019   | Pan-STARRS          |
| 809249 | 2019 AK124               | 2 gennaio 2019    | Pan-STARRS          |
| 809250 | 2019 AE125               | 8 gennaio 2019    | Pan-STARRS          |
| 809251 | 2019 AL126               | 9 gennaio 2019    | Pan-STARRS          |
| 809252 | 2019 AJ128               | 7 gennaio 2019    | Pan-STARRS          |
| 809253 | 2019 AL130               | 13 gennaio 2019   | Pan-STARRS          |
| 809254 | 2019 AU130               | 12 gennaio 2019   | Pan-STARRS          |
| 809255 | 2019 AF131               | 10 gennaio 2019   | Pan-STARRS          |
| 809256 | 2019 AQ131               | 15 gennaio 2019   | Pan-STARRS 2        |
| 809257 | 2019 AF133               | 14 febbraio 2008  | CSS                 |
| 809258 | 2019 AQ133               | 2 gennaio 2019    | Pan-STARRS          |
| 809259 | 2019 AW133               | 7 gennaio 2019    | Pan-STARRS          |
| 809260 | 2019 AH137               | 13 gennaio 2019   | Pan-STARRS          |
| 809261 | 2019 AQ140               | 8 gennaio 2019    | Pan-STARRS          |
| 809262 | 2019 AB142               | 8 gennaio 2019    | Pan-STARRS          |
| 809263 | 2019 AD143               | 10 gennaio 2014   | Mount Lemmon Survey |
| 809264 | 2019 AZ146               | 17 gennaio 2013   | Pan-STARRS          |
| 809265 | 2019 AO149               | 10 gennaio 2019   | Pan-STARRS          |
| 809266 | 2019 BT                  | 4 novembre 2007   | Mount Lemmon Survey |
| 809267 | 2019 BF7                 | 18 dicembre 2018  | Pan-STARRS          |
| 809268 | 2019 BH7                 | 25 ottobre 2012   | Mount Lemmon Survey |
| 809269 | 2019 BV9                 | 16 gennaio 2019   | Pan-STARRS          |
| 809270 | 2019 BW9                 | 16 gennaio 2019   | Pan-STARRS          |
| 809271 | 2019 BC10                | 16 gennaio 2019   | Pan-STARRS          |
| 809272 | 2019 BE10                | 16 gennaio 2019   | Pan-STARRS          |
| 809273 | 2019 BZ10                | 12 agosto 2016    | Pan-STARRS          |
| 809274 | 2019 BL11                | 16 gennaio 2019   | Pan-STARRS          |
| 809275 | 2019 BX12                | 25 gennaio 2019   | Pan-STARRS          |
| 809276 | 2019 CU7                 | 29 gennaio 2014   | Spacewatch          |
| 809277 | 2019 CN8                 | 3 gennaio 2019    | Pan-STARRS          |
| 809278 | 2019 CX8                 | 26 giugno 2015    | Pan-STARRS          |
| 809279 | 2019 CU12                | 6 aprile 2014     | Mount Lemmon Survey |
| 809280 | 2019 CE13                | 8 febbraio 2019   | Mount Lemmon Survey |
| 809281 | 2019 CS13                | 28 aprile 2014    | CTIO-DECam          |
| 809282 | 2019 CT13                | 4 febbraio 2019   | Pan-STARRS 2        |
| 809283 | 2019 CV13                | 5 febbraio 2019   | Pan-STARRS          |
| 809284 | 2019 CL14                | 4 febbraio 2019   | Pan-STARRS 2        |
| 809285 | 2019 CH15                | 4 febbraio 2019   | Pan-STARRS          |
| 809286 | 2019 CE16                | 4 febbraio 2019   | Pan-STARRS          |
| 809287 | 2019 CG16                | 8 febbraio 2019   | Mount Lemmon Survey |
| 809288 | 2019 CN16                | 26 gennaio 2019   | Mount Lemmon Survey |
| 809289 | 2019 CT16                | 5 febbraio 2019   | Pan-STARRS          |
| 809290 | 2019 CG18                | 5 febbraio 2019   | Pan-STARRS          |
| 809291 | 2019 CO18                | 4 febbraio 2019   | Pan-STARRS          |
| 809292 | 2019 CX18                | 5 febbraio 2019   | Pan-STARRS          |
| 809293 | 2019 CD19                | 13 agosto 2010    | Spacewatch          |
| 809294 | 2019 CJ19                | 11 febbraio 2019  | Mount Lemmon Survey |
| 809295 | 2019 CK19                | 27 aprile 2014    | CTIO-DECam          |
| 809296 | 2019 CM19                | 5 febbraio 2019   | Pan-STARRS          |
| 809297 | 2019 CE20                | 5 febbraio 2019   | Pan-STARRS          |
| 809298 | 2019 CS20                | 4 febbraio 2019   | Pan-STARRS          |
| 809299 | 2019 CX22                | 5 febbraio 2019   | Pan-STARRS          |
| 809300 | 2019 CA24                | 4 febbraio 2019   | Pan-STARRS          |

## 809301–809400
| Nome   | Designazione provvisoria | Data di scoperta | Scopritore            |
| ------ | ------------------------ | ---------------- | --------------------- |
| 809301 | 2019 DO2                 | 28 febbraio 2019 | Mount Lemmon Survey   |
| 809302 | 2019 DL3                 | 5 maggio 2014    | CTIO-DECam            |
| 809303 | 2019 DX3                 | 28 febbraio 2019 | Mount Lemmon Survey   |
| 809304 | 2019 DN4                 | 28 febbraio 2019 | Mount Lemmon Survey   |
| 809305 | 2019 DL5                 | 26 febbraio 2019 | Mount Lemmon Survey   |
| 809306 | 2019 EW5                 | 23 aprile 2014   | CTIO-DECam            |
| 809307 | 2019 EA6                 | 3 settembre 2010 | Mount Lemmon Survey   |
| 809308 | 2019 FE3                 | 20 gennaio 2008  | Mount Lemmon Survey   |
| 809309 | 2019 FZ8                 | 4 aprile 2008    | Mount Lemmon Survey   |
| 809310 | 2019 FK9                 | 18 marzo 2019    | Mount Lemmon Survey   |
| 809311 | 2019 FG10                | 29 marzo 2019    | Mount Lemmon Survey   |
| 809312 | 2019 FO15                | 17 marzo 2019    | Mount Lemmon Survey   |
| 809313 | 2019 FT15                | 29 marzo 2019    | Mount Lemmon Survey   |
| 809314 | 2019 FU15                | 31 marzo 2019    | Mount Lemmon Survey   |
| 809315 | 2019 FE17                | 29 marzo 2019    | Mount Lemmon Survey   |
| 809316 | 2019 FW17                | 19 marzo 2013    | PTF                   |
| 809317 | 2019 FE18                | 29 marzo 2019    | Mount Lemmon Survey   |
| 809318 | 2019 FO18                | 23 maggio 2015   | CTIO-DECam            |
| 809319 | 2019 FK19                | 31 marzo 2019    | Mount Lemmon Survey   |
| 809320 | 2019 FA20                | 31 marzo 2019    | Mount Lemmon Survey   |
| 809321 | 2019 FC22                | 29 marzo 2019    | Mount Lemmon Survey   |
| 809322 | 2019 FD23                | 29 marzo 2019    | Mount Lemmon Survey   |
| 809323 | 2019 FF23                | 31 marzo 2019    | Mount Lemmon Survey   |
| 809324 | 2019 FU23                | 31 marzo 2019    | Mount Lemmon Survey   |
| 809325 | 2019 FV24                | 29 marzo 2019    | Mount Lemmon Survey   |
| 809326 | 2019 FV25                | 29 marzo 2019    | Mount Lemmon Survey   |
| 809327 | 2019 FW26                | 31 marzo 2019    | Mount Lemmon Survey   |
| 809328 | 2019 FB27                | 29 marzo 2019    | Mount Lemmon Survey   |
| 809329 | 2019 FJ28                | 29 marzo 2019    | Mount Lemmon Survey   |
| 809330 | 2019 FF30                | 28 aprile 2014   | CTIO-DECam            |
| 809331 | 2019 FF32                | 29 marzo 2019    | Mount Lemmon Survey   |
| 809332 | 2019 FM33                | 31 marzo 2019    | M. Altmann, T. Prusti |
| 809333 | 2019 FW36                | 29 marzo 2019    | Mount Lemmon Survey   |
| 809334 | 2019 GA13                | 3 aprile 2019    | Pan-STARRS            |
| 809335 | 2019 GA15                | 25 febbraio 2007 | Spacewatch            |
| 809336 | 2019 GY38                | 21 ottobre 2016  | Mount Lemmon Survey   |
| 809337 | 2019 GC41                | 4 aprile 2019    | Mount Lemmon Survey   |
| 809338 | 2019 GM41                | 2 aprile 2019    | Pan-STARRS            |
| 809339 | 2019 GJ42                | 5 aprile 2019    | Pan-STARRS            |
| 809340 | 2019 GP43                | 3 aprile 2019    | Pan-STARRS            |
| 809341 | 2019 GX43                | 5 aprile 2019    | Pan-STARRS            |
| 809342 | 2019 GA48                | 7 aprile 2019    | Pan-STARRS            |
| 809343 | 2019 GO48                | 10 febbraio 2007 | Mount Lemmon Survey   |
| 809344 | 2019 GC49                | 2 aprile 2019    | Pan-STARRS            |
| 809345 | 2019 GE52                | 3 aprile 2019    | Pan-STARRS            |
| 809346 | 2019 GS52                | 3 aprile 2019    | Pan-STARRS            |
| 809347 | 2019 GV52                | 21 maggio 2015   | CTIO-DECam            |
| 809348 | 2019 GB53                | 7 aprile 2019    | Pan-STARRS            |
| 809349 | 2019 GO53                | 6 aprile 2019    | Pan-STARRS            |
| 809350 | 2019 GX53                | 2 aprile 2019    | Pan-STARRS            |
| 809351 | 2019 GV55                | 6 aprile 2019    | Pan-STARRS            |
| 809352 | 2019 GC56                | 5 aprile 2019    | Pan-STARRS            |
| 809353 | 2019 GJ56                | 3 aprile 2019    | Pan-STARRS            |
| 809354 | 2019 GM58                | 2 aprile 2019    | Pan-STARRS            |
| 809355 | 2019 GQ58                | 7 aprile 2019    | Pan-STARRS            |
| 809356 | 2019 GD59                | 3 aprile 2019    | Pan-STARRS            |
| 809357 | 2019 GF59                | 3 aprile 2019    | Pan-STARRS            |
| 809358 | 2019 GV59                | 3 aprile 2019    | Pan-STARRS            |
| 809359 | 2019 GW59                | 2 aprile 2019    | Pan-STARRS            |
| 809360 | 2019 GF60                | 7 maggio 2014    | Pan-STARRS            |
| 809361 | 2019 GT63                | 20 maggio 2015   | CTIO-DECam            |
| 809362 | 2019 GY64                | 13 aprile 2019   | Mount Lemmon Survey   |
| 809363 | 2019 GP66                | 9 aprile 2019    | Pan-STARRS            |
| 809364 | 2019 GQ67                | 20 maggio 2015   | CTIO-DECam            |
| 809365 | 2019 GV68                | 2 aprile 2019    | Pan-STARRS            |
| 809366 | 2019 GE75                | 6 aprile 2019    | Pan-STARRS            |
| 809367 | 2019 GJ80                | 8 aprile 2019    | Pan-STARRS            |
| 809368 | 2019 GU82                | 5 aprile 2019    | Pan-STARRS            |
| 809369 | 2019 GD83                | 6 aprile 2019    | Pan-STARRS            |
| 809370 | 2019 GZ83                | 3 aprile 2019    | Pan-STARRS            |
| 809371 | 2019 GF85                | 2 aprile 2019    | Pan-STARRS            |
| 809372 | 2019 GU86                | 3 aprile 2019    | Pan-STARRS            |
| 809373 | 2019 GP98                | 2 aprile 2019    | D. E. Trilling        |
| 809374 | 2019 GW98                | 3 febbraio 2013  | Pan-STARRS            |
| 809375 | 2019 GL100               | 3 aprile 2019    | Pan-STARRS            |
| 809376 | 2019 GG101               | 5 aprile 2019    | Pan-STARRS            |
| 809377 | 2019 GV104               | 8 aprile 2019    | Pan-STARRS            |
| 809378 | 2019 GQ110               | 8 aprile 2019    | Pan-STARRS            |
| 809379 | 2019 GP112               | 3 aprile 2019    | Pan-STARRS            |
| 809380 | 2019 GJ113               | 5 aprile 2019    | Pan-STARRS            |
| 809381 | 2019 GK114               | 2 aprile 2019    | Pan-STARRS            |
| 809382 | 2019 GQ114               | 4 aprile 2019    | Pan-STARRS            |
| 809383 | 2019 GQ117               | 20 marzo 1999    | SDSS Collaboration    |
| 809384 | 2019 GT117               | 9 settembre 2015 | Pan-STARRS            |
| 809385 | 2019 GD118               | 25 ottobre 2016  | Pan-STARRS            |
| 809386 | 2019 GH120               | 28 aprile 2014   | CTIO-DECam            |
| 809387 | 2019 GL122               | 5 aprile 2019    | Pan-STARRS            |
| 809388 | 2019 GA124               | 2 aprile 2019    | Pan-STARRS            |
| 809389 | 2019 GS124               | 3 aprile 2019    | Pan-STARRS            |
| 809390 | 2019 GC125               | 21 maggio 2015   | Pan-STARRS            |
| 809391 | 2019 GG126               | 5 aprile 2019    | Pan-STARRS            |
| 809392 | 2019 GP126               | 3 aprile 2019    | Mount Lemmon Survey   |
| 809393 | 2019 GR126               | 4 aprile 2019    | Pan-STARRS            |
| 809394 | 2019 GV127               | 20 maggio 2015   | CTIO-DECam            |
| 809395 | 2019 GW127               | 7 aprile 2019    | Pan-STARRS            |
| 809396 | 2019 GO128               | 7 aprile 2019    | Pan-STARRS            |
| 809397 | 2019 GU129               | 3 aprile 2019    | Pan-STARRS            |
| 809398 | 2019 GG132               | 7 aprile 2019    | Pan-STARRS            |
| 809399 | 2019 GD133               | 3 aprile 2019    | Pan-STARRS            |
| 809400 | 2019 GU151               | 5 aprile 2019    | Pan-STARRS            |

## 809401–809500
| Nome   | Designazione provvisoria | Data di scoperta  | Scopritore          |
| ------ | ------------------------ | ----------------- | ------------------- |
| 809401 | 2019 GD153               | 6 aprile 2019     | Pan-STARRS          |
| 809402 | 2019 GE156               | 3 aprile 2019     | Pan-STARRS          |
| 809403 | 2019 GU157               | 3 aprile 2019     | Pan-STARRS          |
| 809404 | 2019 GB160               | 3 aprile 2019     | Pan-STARRS          |
| 809405 | 2019 GW174               | 16 marzo 2015     | Mount Lemmon Survey |
| 809406 | 2019 GE176               | 25 maggio 2003    | Spacewatch          |
| 809407 | 2019 GA177               | 2 aprile 2019     | Pan-STARRS          |
| 809408 | 2019 GG187               | 3 aprile 2019     | Pan-STARRS          |
| 809409 | 2019 GB196               | 3 aprile 2019     | Pan-STARRS          |
| 809410 | 2019 GQ197               | 3 aprile 2019     | Pan-STARRS          |
| 809411 | 2019 HB1                 | 8 marzo 2011      | CSS                 |
| 809412 | 2019 HZ7                 | 10 settembre 2015 | Pan-STARRS          |
| 809413 | 2019 HP8                 | 26 aprile 2019    | Mount Lemmon Survey |
| 809414 | 2019 HV8                 | 26 aprile 2019    | Mount Lemmon Survey |
| 809415 | 2019 HC9                 | 26 aprile 2019    | Mount Lemmon Survey |
| 809416 | 2019 HR11                | 24 aprile 2019    | Pan-STARRS          |
| 809417 | 2019 HK12                | 26 aprile 2019    | Mount Lemmon Survey |
| 809418 | 2019 HV13                | 24 aprile 2019    | Pan-STARRS          |
| 809419 | 2019 HQ14                | 18 maggio 2015    | Mount Lemmon Survey |
| 809420 | 2019 JL8                 | 10 maggio 2014    | Pan-STARRS          |
| 809421 | 2019 JC14                | 2 aprile 2019     | Pan-STARRS          |
| 809422 | 2019 JP14                | 24 luglio 2015    | Pan-STARRS          |
| 809423 | 2019 JE25                | 13 marzo 2010     | Mount Lemmon Survey |
| 809424 | 2019 JO30                | 13 marzo 2013     | Pan-STARRS          |
| 809425 | 2019 JA35                | 8 maggio 2019     | Pan-STARRS          |
| 809426 | 2019 JN39                | 12 settembre 2015 | Pan-STARRS          |
| 809427 | 2019 JS40                | 2 dicembre 2010   | Mount Lemmon Survey |
| 809428 | 2019 JH48                | 3 maggio 1998     | Spacewatch          |
| 809429 | 2019 JM48                | 1 maggio 2019     | Pan-STARRS          |
| 809430 | 2019 JX54                | 23 aprile 2014    | CTIO-DECam          |
| 809431 | 2019 JE63                | 9 maggio 2019     | Pan-STARRS          |
| 809432 | 2019 JF63                | 1 maggio 2019     | Pan-STARRS          |
| 809433 | 2019 JH64                | 8 maggio 2019     | Pan-STARRS          |
| 809434 | 2019 JO66                | 1 maggio 2019     | Pan-STARRS          |
| 809435 | 2019 JC67                | 2 maggio 2019     | Pan-STARRS          |
| 809436 | 2019 JH76                | 7 maggio 2019     | Pan-STARRS          |
| 809437 | 2019 JY76                | 23 aprile 2014    | CTIO-DECam          |
| 809438 | 2019 JQ81                | 1 maggio 2019     | Pan-STARRS          |
| 809439 | 2019 JU81                | 2 maggio 2019     | Pan-STARRS          |
| 809440 | 2019 JZ82                | 1 maggio 2019     | Pan-STARRS          |
| 809441 | 2019 JL85                | 1 maggio 2019     | Pan-STARRS          |
| 809442 | 2019 JF87                | 8 maggio 2019     | Pan-STARRS          |
| 809443 | 2019 JN100               | 12 febbraio 2018  | Pan-STARRS          |
| 809444 | 2019 JP100               | 1 maggio 2019     | Pan-STARRS          |
| 809445 | 2019 JB104               | 11 maggio 2019    | Pan-STARRS          |
| 809446 | 2019 JF104               | 14 maggio 2019    | Mount Lemmon Survey |
| 809447 | 2019 JP107               | 29 dicembre 2017  | Pan-STARRS          |
| 809448 | 2019 JT107               | 7 maggio 2019     | Pan-STARRS          |
| 809449 | 2019 JB108               | 9 maggio 2019     | Pan-STARRS          |
| 809450 | 2019 JO109               | 7 maggio 2019     | Pan-STARRS          |
| 809451 | 2019 JR109               | 20 maggio 2015    | CTIO-DECam          |
| 809452 | 2019 JT112               | 1 maggio 2019     | Pan-STARRS          |
| 809453 | 2019 JQ113               | 18 novembre 2007  | Spacewatch          |
| 809454 | 2019 JA124               | 7 maggio 2019     | Pan-STARRS          |
| 809455 | 2019 JH126               | 7 maggio 2019     | Pan-STARRS          |
| 809456 | 2019 JL131               | 8 maggio 2019     | Pan-STARRS          |
| 809457 | 2019 JA136               | 17 marzo 2012     | Mount Lemmon Survey |
| 809458 | 2019 JG142               | 8 maggio 2019     | Pan-STARRS          |
| 809459 | 2019 KH6                 | 9 aprile 2016     | Pan-STARRS          |
| 809460 | 2019 KB20                | 27 maggio 2019    | Pan-STARRS          |
| 809461 | 2019 KU22                | 29 maggio 2019    | Pan-STARRS          |
| 809462 | 2019 KP27                | 25 maggio 2019    | Pan-STARRS          |
| 809463 | 2019 KP28                | 29 maggio 2019    | Pan-STARRS 2        |
| 809464 | 2019 KD31                | 10 ottobre 2007   | Mount Lemmon Survey |
| 809465 | 2019 KZ34                | 29 maggio 2019    | Pan-STARRS 2        |
| 809466 | 2019 KL47                | 21 febbraio 2018  | Pan-STARRS          |
| 809467 | 2019 KT47                | 25 maggio 2019    | Pan-STARRS          |
| 809468 | 2019 KU47                | 25 maggio 2019    | Pan-STARRS          |
| 809469 | 2019 KA48                | 7 novembre 2008   | Mount Lemmon Survey |
| 809470 | 2019 KR49                | 4 luglio 2014     | Pan-STARRS          |
| 809471 | 2019 KB52                | 29 maggio 2019    | Pan-STARRS          |
| 809472 | 2019 KJ54                | 11 maggio 2010    | WISE                |
| 809473 | 2019 LJ15                | 9 giugno 2019     | Pan-STARRS          |
| 809474 | 2019 LM17                | 2 giugno 2019     | Pan-STARRS          |
| 809475 | 2019 LS17                | 1 giugno 2019     | Pan-STARRS          |
| 809476 | 2019 LU17                | 2 giugno 2019     | Pan-STARRS          |
| 809477 | 2019 LF18                | 2 giugno 2019     | Pan-STARRS          |
| 809478 | 2019 LS21                | 7 giugno 2019     | PTF                 |
| 809479 | 2019 LW24                | 9 giugno 2019     | Pan-STARRS          |
| 809480 | 2019 LW27                | 15 giugno 2019    | Pan-STARRS          |
| 809481 | 2019 LE28                | 8 giugno 2019     | Pan-STARRS          |
| 809482 | 2019 LA30                | 28 febbraio 2014  | Pan-STARRS          |
| 809483 | 2019 LE34                | 1 giugno 2019     | Pan-STARRS          |
| 809484 | 2019 MM                  | 12 maggio 2019    | Pan-STARRS          |
| 809485 | 2019 MT11                | 30 giugno 2019    | Pan-STARRS          |
| 809486 | 2019 MU11                | 28 giugno 2019    | Pan-STARRS          |
| 809487 | 2019 MZ11                | 28 giugno 2019    | Pan-STARRS          |
| 809488 | 2019 MK27                | 25 novembre 2016  | Mount Lemmon Survey |
| 809489 | 2019 MV29                | 28 giugno 2019    | Pan-STARRS          |
| 809490 | 2019 NK9                 | 24 marzo 2015     | Pan-STARRS          |
| 809491 | 2019 NP9                 | 18 aprile 2015    | CTIO-DECam          |
| 809492 | 2019 ND37                | 10 luglio 2019    | Pan-STARRS          |
| 809493 | 2019 NK37                | 1 luglio 2019     | Pan-STARRS          |
| 809494 | 2019 NF38                | 4 luglio 2019     | Pan-STARRS          |
| 809495 | 2019 NA39                | 2 luglio 2019     | Pan-STARRS          |
| 809496 | 2019 NU39                | 4 luglio 2019     | Pan-STARRS          |
| 809497 | 2019 NH41                | 1 luglio 2019     | Pan-STARRS          |
| 809498 | 2019 NZ47                | 4 luglio 2019     | Mount Lemmon Survey |
| 809499 | 2019 NB48                | 6 luglio 2019     | Pan-STARRS          |
| 809500 | 2019 NX48                | 1 luglio 2019     | Pan-STARRS          |

## 809501–809600
| Nome   | Designazione provvisoria | Data di scoperta  | Scopritore          |
| ------ | ------------------------ | ----------------- | ------------------- |
| 809501 | 2019 NB54                | 1 luglio 2019     | Pan-STARRS          |
| 809502 | 2019 NA59                | 1 luglio 2019     | Pan-STARRS          |
| 809503 | 2019 NM60                | 1 luglio 2019     | Pan-STARRS          |
| 809504 | 2019 NP61                | 3 luglio 2019     | Pan-STARRS          |
| 809505 | 2019 NX65                | 1 luglio 2019     | Pan-STARRS          |
| 809506 | 2019 NK72                | 4 luglio 2019     | Pan-STARRS          |
| 809507 | 2019 ND73                | 5 luglio 2019     | Pan-STARRS 2        |
| 809508 | 2019 NM74                | 18 aprile 2015    | CTIO-DECam          |
| 809509 | 2019 NW77                | 1 luglio 2019     | Pan-STARRS          |
| 809510 | 2019 NQ78                | 23 dicembre 2012  | Pan-STARRS          |
| 809511 | 2019 NN79                | 1 luglio 2019     | Pan-STARRS          |
| 809512 | 2019 NR79                | 10 luglio 2019    | Pan-STARRS          |
| 809513 | 2019 NV81                | 1 luglio 2019     | Pan-STARRS          |
| 809514 | 2019 NO83                | 5 marzo 2013      | Mount Lemmon Survey |
| 809515 | 2019 NP83                | 1 luglio 2019     | Pan-STARRS          |
| 809516 | 2019 NF115               | 2 luglio 2019     | Pan-STARRS          |
| 809517 | 2019 NK120               | 1 luglio 2019     | Pan-STARRS          |
| 809518 | 2019 OR9                 | 3 settembre 2008  | Spacewatch          |
| 809519 | 2019 OR20                | 11 settembre 2002 | NEAT                |
| 809520 | 2019 OH27                | 28 luglio 2019    | Pan-STARRS 2        |
| 809521 | 2019 ON28                | 26 luglio 2019    | Pan-STARRS          |
| 809522 | 2019 OD29                | 18 aprile 2015    | CTIO-DECam          |
| 809523 | 2019 OD32                | 19 agosto 2020    | Pan-STARRS          |
| 809524 | 2019 OQ33                | 26 luglio 2019    | Pan-STARRS          |
| 809525 | 2019 OV36                | 25 luglio 2019    | Pan-STARRS          |
| 809526 | 2019 OB41                | 5 aprile 2014     | Pan-STARRS          |
| 809527 | 2019 OT44                | 25 luglio 2019    | Pan-STARRS          |
| 809528 | 2019 OJ50                | 25 luglio 2019    | Pan-STARRS          |
| 809529 | 2019 ON50                | 31 agosto 2011    | K. Sárneczky        |
| 809530 | 2019 OV53                | 28 gennaio 2011   | Mount Lemmon Survey |
| 809531 | 2019 OM59                | 26 luglio 2019    | Pan-STARRS          |
| 809532 | 2019 PH19                | 5 agosto 2019     | Pan-STARRS          |
| 809533 | 2019 PS19                | 11 agosto 2019    | Pan-STARRS          |
| 809534 | 2019 PZ19                | 30 luglio 2019    | PTF                 |
| 809535 | 2019 PY32                | 5 agosto 2019     | Pan-STARRS          |
| 809536 | 2019 PN33                | 7 agosto 2019     | Pan-STARRS 2        |
| 809537 | 2019 PP33                | 8 agosto 2019     | Pan-STARRS          |
| 809538 | 2019 PR33                | 8 agosto 2019     | Pan-STARRS 2        |
| 809539 | 2019 PA34                | 8 agosto 2019     | Pan-STARRS          |
| 809540 | 2019 PJ34                | 5 agosto 2019     | Pan-STARRS          |
| 809541 | 2019 PT41                | 5 agosto 2019     | Pan-STARRS          |
| 809542 | 2019 PH45                | 8 agosto 2019     | Pan-STARRS          |
| 809543 | 2019 PB46                | 4 agosto 2019     | Pan-STARRS          |
| 809544 | 2019 PD51                | 4 agosto 2019     | Pan-STARRS          |
| 809545 | 2019 PN56                | 5 agosto 2019     | Pan-STARRS          |
| 809546 | 2019 PV63                | 8 agosto 2019     | Pan-STARRS 2        |
| 809547 | 2019 PL64                | 8 agosto 2019     | Pan-STARRS          |
| 809548 | 2019 PK65                | 4 agosto 2019     | Pan-STARRS          |
| 809549 | 2019 PN65                | 5 agosto 2019     | Pan-STARRS          |
| 809550 | 2019 PQ67                | 20 novembre 2014  | Pan-STARRS          |
| 809551 | 2019 PC68                | 9 agosto 2019     | Pan-STARRS 2        |
| 809552 | 2019 PM68                | 8 agosto 2019     | Pan-STARRS 2        |
| 809553 | 2019 PQ71                | 9 agosto 2019     | Pan-STARRS 2        |
| 809554 | 2019 PZ78                | 5 agosto 2019     | Pan-STARRS          |
| 809555 | 2019 PC79                | 8 agosto 2019     | Pan-STARRS          |
| 809556 | 2019 PG79                | 9 agosto 2019     | Pan-STARRS          |
| 809557 | 2019 PN83                | 8 agosto 2019     | Pan-STARRS          |
| 809558 | 2019 PP83                | 4 agosto 2019     | Pan-STARRS          |
| 809559 | 2019 PL85                | 8 agosto 2019     | Pan-STARRS          |
| 809560 | 2019 PA89                | 24 febbraio 2017  | Pan-STARRS          |
| 809561 | 2019 QE6                 | 28 agosto 2019    | Mount Lemmon Survey |
| 809562 | 2019 QP10                | 20 ottobre 2003   | Spacewatch          |
| 809563 | 2019 QN12                | 27 agosto 2019    | Mount Lemmon Survey |
| 809564 | 2019 QM30                | 31 agosto 2019    | Pan-STARRS          |
| 809565 | 2019 QG31                | 21 agosto 2019    | Pan-STARRS          |
| 809566 | 2019 QN34                | 31 agosto 2019    | Pan-STARRS          |
| 809567 | 2019 QH37                | 6 gennaio 2010    | Mount Lemmon Survey |
| 809568 | 2019 QP54                | 31 agosto 2019    | Pan-STARRS          |
| 809569 | 2019 QQ68                | 31 agosto 2019    | Pan-STARRS          |
| 809570 | 2019 QK72                | 25 agosto 2019    | Pan-STARRS 2        |
| 809571 | 2019 QA74                | 23 agosto 2019    | Pan-STARRS 2        |
| 809572 | 2019 QR77                | 28 agosto 2019    | CTIO-DECam          |
| 809573 | 2019 QZ77                | 16 gennaio 2013   | Pan-STARRS          |
| 809574 | 2019 QL79                | 6 maggio 2014     | Pan-STARRS          |
| 809575 | 2019 QF82                | 28 agosto 2019    | Pan-STARRS          |
| 809576 | 2019 QG93                | 24 agosto 2019    | Pan-STARRS 2        |
| 809577 | 2019 QY96                | 10 gennaio 2013   | Pan-STARRS          |
| 809578 | 2019 QF109               | 28 agosto 2019    | CTIO-DECam          |
| 809579 | 2019 RJ3                 | 1 settembre 2006  | SSS                 |
| 809580 | 2019 RY5                 | 21 gennaio 2012   | Pan-STARRS          |
| 809581 | 2019 RR8                 | 6 settembre 2019  | Pan-STARRS          |
| 809582 | 2019 RW9                 | 4 settembre 2019  | Mount Lemmon Survey |
| 809583 | 2019 RT15                | 24 settembre 2012 | Spacewatch          |
| 809584 | 2019 RQ28                | 6 settembre 2019  | Pan-STARRS          |
| 809585 | 2019 RS28                | 4 settembre 2019  | Mount Lemmon Survey |
| 809586 | 2019 RO30                | 1 settembre 2019  | Mount Lemmon Survey |
| 809587 | 2019 RB34                | 5 settembre 2019  | Mount Lemmon Survey |
| 809588 | 2019 RL36                | 4 settembre 2019  | Mount Lemmon Survey |
| 809589 | 2019 RW38                | 6 settembre 2019  | Pan-STARRS          |
| 809590 | 2019 RQ48                | 1 settembre 2019  | CTIO-DECam          |
| 809591 | 2019 RH49                | 3 settembre 2019  | Mount Lemmon Survey |
| 809592 | 2019 RX54                | 5 settembre 2019  | Mount Lemmon Survey |
| 809593 | 2019 RO55                | 2 giugno 2019     | Pan-STARRS          |
| 809594 | 2019 RH58                | 6 settembre 2019  | Pan-STARRS          |
| 809595 | 2019 RC59                | 6 settembre 2019  | Pan-STARRS          |
| 809596 | 2019 RQ65                | 21 febbraio 2017  | Pan-STARRS          |
| 809597 | 2019 RH68                | 5 settembre 2019  | Mount Lemmon Survey |
| 809598 | 2019 RC72                | 7 settembre 2019  | Mount Lemmon Survey |
| 809599 | 2019 RP72                | 5 settembre 2019  | Mount Lemmon Survey |
| 809600 | 2019 RL74                | 4 settembre 2019  | Mount Lemmon Survey |

## 809601–809700
| Nome   | Designazione provvisoria | Data di scoperta  | Scopritore          |
| ------ | ------------------------ | ----------------- | ------------------- |
| 809601 | 2019 RS76                | 5 settembre 2019  | Mount Lemmon Survey |
| 809602 | 2019 RR85                | 26 ottobre 2014   | Mount Lemmon Survey |
| 809603 | 2019 RY92                | 6 settembre 2019  | Pan-STARRS          |
| 809604 | 2019 SF12                | 10 luglio 2019    | Mount Lemmon Survey |
| 809605 | 2019 SH12                | 25 ottobre 2008   | Mount Lemmon Survey |
| 809606 | 2019 SL12                | 26 settembre 2019 | Pan-STARRS          |
| 809607 | 2019 SL15                | 27 ottobre 2005   | LONEOS              |
| 809608 | 2019 SQ15                | 24 settembre 2019 | Pan-STARRS          |
| 809609 | 2019 SY15                | 20 novembre 2015  | Mount Lemmon Survey |
| 809610 | 2019 SM20                | 26 settembre 2019 | Pan-STARRS          |
| 809611 | 2019 SO26                | 17 agosto 2009    | CSS                 |
| 809612 | 2019 SQ31                | 30 settembre 2019 | Mount Lemmon Survey |
| 809613 | 2019 SF40                | 27 settembre 2019 | Pan-STARRS          |
| 809614 | 2019 SN41                | 29 luglio 2005    | NEAT                |
| 809615 | 2019 SG44                | 15 settembre 2007 | Spacewatch          |
| 809616 | 2019 SS48                | 26 settembre 2019 | Pan-STARRS          |
| 809617 | 2019 SP56                | 14 settembre 2006 | Spacewatch          |
| 809618 | 2019 SC58                | 1 settembre 2013  | Mount Lemmon Survey |
| 809619 | 2019 SG61                | 27 settembre 2019 | Pan-STARRS          |
| 809620 | 2019 SO62                | 12 agosto 2013    | Pan-STARRS          |
| 809621 | 2019 SD68                | 29 agosto 2014    | Spacewatch          |
| 809622 | 2019 SK70                | 24 settembre 2019 | Pan-STARRS          |
| 809623 | 2019 SH82                | 30 settembre 2019 | Mount Lemmon Survey |
| 809624 | 2019 SM82                | 25 settembre 2019 | Pan-STARRS          |
| 809625 | 2019 SO82                | 27 settembre 2019 | Pan-STARRS          |
| 809626 | 2019 ST82                | 30 settembre 2019 | Mount Lemmon Survey |
| 809627 | 2019 SY82                | 22 settembre 2019 | Mount Lemmon Survey |
| 809628 | 2019 SA84                | 24 settembre 2019 | Pan-STARRS          |
| 809629 | 2019 SF84                | 29 settembre 2019 | Pan-STARRS          |
| 809630 | 2019 SE85                | 24 settembre 2019 | Pan-STARRS          |
| 809631 | 2019 SM85                | 25 settembre 2019 | Pan-STARRS          |
| 809632 | 2019 SS85                | 20 settembre 2019 | Mount Lemmon Survey |
| 809633 | 2019 ST85                | 26 settembre 2019 | Pan-STARRS          |
| 809634 | 2019 SX85                | 27 settembre 2019 | Pan-STARRS          |
| 809635 | 2019 SA86                | 25 settembre 2019 | Pan-STARRS          |
| 809636 | 2019 SJ86                | 24 settembre 2019 | Pan-STARRS          |
| 809637 | 2019 SG87                | 24 settembre 2019 | Pan-STARRS          |
| 809638 | 2019 SD92                | 26 settembre 2019 | Pan-STARRS          |
| 809639 | 2019 SG92                | 27 settembre 2019 | Pan-STARRS          |
| 809640 | 2019 SR92                | 1 novembre 2015   | Mount Lemmon Survey |
| 809641 | 2019 SB103               | 20 agosto 2014    | Pan-STARRS          |
| 809642 | 2019 SA107               | 20 maggio 2015    | CTIO-DECam          |
| 809643 | 2019 SO108               | 14 dicembre 2015  | Pan-STARRS          |
| 809644 | 2019 SQ108               | 30 settembre 2019 | Pan-STARRS          |
| 809645 | 2019 SR108               | 29 settembre 2019 | Pan-STARRS          |
| 809646 | 2019 SX116               | 30 dicembre 2015  | Pan-STARRS          |
| 809647 | 2019 SN120               | 30 settembre 2019 | Mount Lemmon Survey |
| 809648 | 2019 SX135               | 30 settembre 2019 | Pan-STARRS          |
| 809649 | 2019 SL144               | 29 settembre 2019 | Mount Lemmon Survey |
| 809650 | 2019 SJ150               | 25 settembre 2019 | Pan-STARRS          |
| 809651 | 2019 SK166               | 25 settembre 2019 | Pan-STARRS          |
| 809652 | 2019 SM179               | 29 settembre 2019 | Pan-STARRS          |
| 809653 | 2019 SE184               | 23 ottobre 2011   | Pan-STARRS          |
| 809654 | 2019 SR184               | 24 settembre 2019 | Pan-STARRS          |
| 809655 | 2019 SG187               | 26 settembre 2019 | Pan-STARRS          |
| 809656 | 2019 ST187               | 29 settembre 2019 | CTIO-DECam          |
| 809657 | 2019 SG194               | 10 ottobre 2015   | Pan-STARRS          |
| 809658 | 2019 SA196               | 27 settembre 2019 | Pan-STARRS          |
| 809659 | 2019 SF196               | 27 settembre 2019 | Pan-STARRS          |
| 809660 | 2019 SM198               | 20 novembre 2014  | Pan-STARRS          |
| 809661 | 2019 SW198               | 24 settembre 2019 | Pan-STARRS          |
| 809662 | 2019 SQ204               | 24 settembre 2019 | Pan-STARRS          |
| 809663 | 2019 SL205               | 9 settembre 2015  | Pan-STARRS          |
| 809664 | 2019 SC221               | 30 settembre 2019 | Mount Lemmon Survey |
| 809665 | 2019 SJ231               | 29 settembre 2019 | Mount Lemmon Survey |
| 809666 | 2019 SS235               | 27 settembre 2019 | Pan-STARRS          |
| 809667 | 2019 SW267               | 20 settembre 2019 | Mount Lemmon Survey |
| 809668 | 2019 SK271               | 25 settembre 2019 | Pan-STARRS          |
| 809669 | 2019 SU272               | 11 marzo 2008     | Mount Lemmon Survey |
| 809670 | 2019 TT10                | 8 dicembre 2015   | Mount Lemmon Survey |
| 809671 | 2019 TD12                | 4 dicembre 2015   | Pan-STARRS          |
| 809672 | 2019 TY12                | 8 dicembre 1996   | Spacewatch          |
| 809673 | 2019 TE15                | 8 ottobre 2019    | Mount Lemmon Survey |
| 809674 | 2019 TC18                | 8 ottobre 2019    | Mount Lemmon Survey |
| 809675 | 2019 TH18                | 8 ottobre 2019    | Mount Lemmon Survey |
| 809676 | 2019 TX19                | 8 ottobre 2019    | Mount Lemmon Survey |
| 809677 | 2019 TG22                | 8 ottobre 2019    | Mount Lemmon Survey |
| 809678 | 2019 TZ22                | 19 maggio 2010    | WISE                |
| 809679 | 2019 TG35                | 3 ottobre 2019    | Mount Lemmon Survey |
| 809680 | 2019 TQ35                | 3 ottobre 2019    | Mount Lemmon Survey |
| 809681 | 2019 TR35                | 11 ottobre 2019   | Mount Lemmon Survey |
| 809682 | 2019 TE36                | 8 ottobre 2019    | Mount Lemmon Survey |
| 809683 | 2019 TA38                | 7 ottobre 2019    | Pan-STARRS          |
| 809684 | 2019 TA39                | 7 ottobre 2019    | Pan-STARRS          |
| 809685 | 2019 TH40                | 5 ottobre 2019    | Pan-STARRS 2        |
| 809686 | 2019 TD45                | 7 ottobre 2019    | Mount Lemmon Survey |
| 809687 | 2019 TK46                | 11 gennaio 2016   | Pan-STARRS          |
| 809688 | 2019 TM48                | 30 novembre 2011  | Mount Lemmon Survey |
| 809689 | 2019 TT48                | 13 aprile 2018    | Pan-STARRS          |
| 809690 | 2019 TQ52                | 5 ottobre 2019    | Pan-STARRS          |
| 809691 | 2019 TX52                | 5 ottobre 2019    | Pan-STARRS          |
| 809692 | 2019 TK56                | 8 ottobre 2019    | Pan-STARRS          |
| 809693 | 2019 TD58                | 9 ottobre 2019    | Pan-STARRS          |
| 809694 | 2019 TE76                | 7 ottobre 2019    | Pan-STARRS          |
| 809695 | 2019 TF76                | 5 ottobre 2019    | Pan-STARRS          |
| 809696 | 2019 TE83                | 5 ottobre 2019    | Pan-STARRS          |
| 809697 | 2019 TW84                | 3 ottobre 2019    | Mount Lemmon Survey |
| 809698 | 2019 TH88                | 19 marzo 2017     | Pan-STARRS          |
| 809699 | 2019 UH4                 | 7 giugno 2019     | Pan-STARRS          |
| 809700 | 2019 UF10                | 8 agosto 2019     | Pan-STARRS          |

## 809701–809800
| Nome   | Designazione provvisoria | Data di scoperta  | Scopritore                |
| ------ | ------------------------ | ----------------- | ------------------------- |
| 809701 | 2019 UF15                | 27 ottobre 2019   | Mount Lemmon Survey       |
| 809702 | 2019 UM19                | 27 luglio 2014    | Pan-STARRS                |
| 809703 | 2019 UX20                | 11 settembre 2007 | Mount Lemmon Survey       |
| 809704 | 2019 UQ28                | 23 ottobre 2019   | Pan-STARRS                |
| 809705 | 2019 UF30                | 27 febbraio 2012  | Pan-STARRS                |
| 809706 | 2019 UQ31                | 22 ottobre 2019   | Mount Lemmon Survey       |
| 809707 | 2019 UR34                | 23 ottobre 2019   | Mount Lemmon Survey       |
| 809708 | 2019 UY34                | 25 ottobre 2019   | Pan-STARRS                |
| 809709 | 2019 UQ35                | 25 ottobre 2019   | Mount Lemmon Survey       |
| 809710 | 2019 UT35                | 24 ottobre 2019   | Mount Lemmon Survey       |
| 809711 | 2019 UV36                | 16 maggio 2010    | WISE                      |
| 809712 | 2019 UZ36                | 25 ottobre 2019   | Pan-STARRS 2              |
| 809713 | 2019 UX37                | 11 febbraio 2008  | Osservatorio di Mauna Kea |
| 809714 | 2019 UV39                | 8 ottobre 2015    | Pan-STARRS                |
| 809715 | 2019 UP43                | 1 giugno 2012     | Mount Lemmon Survey       |
| 809716 | 2019 UT48                | 31 ottobre 2019   | Pan-STARRS                |
| 809717 | 2019 UZ53                | 26 ottobre 2019   | Pan-STARRS                |
| 809718 | 2019 UO54                | 18 novembre 2014  | Mount Lemmon Survey       |
| 809719 | 2019 UY61                | 29 dicembre 2014  | Mount Lemmon Survey       |
| 809720 | 2019 UA79                | 28 ottobre 2019   | Pan-STARRS                |
| 809721 | 2019 UG81                | 23 ottobre 2019   | Mount Lemmon Survey       |
| 809722 | 2019 UF91                | 23 ottobre 2019   | Mount Lemmon Survey       |
| 809723 | 2019 UR103               | 28 ottobre 2019   | Pan-STARRS                |
| 809724 | 2019 UW103               | 23 ottobre 2019   | Pan-STARRS 2              |
| 809725 | 2019 UY103               | 15 gennaio 2015   | Mount Lemmon Survey       |
| 809726 | 2019 UC104               | 24 ottobre 2019   | Pan-STARRS                |
| 809727 | 2019 UX104               | 21 novembre 2008  | Mount Lemmon Survey       |
| 809728 | 2019 UM105               | 28 ottobre 2019   | Pan-STARRS                |
| 809729 | 2019 UK107               | 31 ottobre 2019   | Pan-STARRS                |
| 809730 | 2019 UO109               | 23 ottobre 2019   | Pan-STARRS 2              |
| 809731 | 2019 UZ111               | 18 marzo 2017     | Pan-STARRS                |
| 809732 | 2019 UU115               | 25 ottobre 2019   | Pan-STARRS                |
| 809733 | 2019 UB116               | 27 ottobre 2019   | Pan-STARRS                |
| 809734 | 2019 UJ116               | 27 ottobre 2019   | Pan-STARRS 2              |
| 809735 | 2019 UQ116               | 27 ottobre 2019   | Pan-STARRS 2              |
| 809736 | 2019 UW116               | 23 ottobre 2019   | Pan-STARRS                |
| 809737 | 2019 UL119               | 4 gennaio 2012    | Spacewatch                |
| 809738 | 2019 UO122               | 6 dicembre 2007   | Mount Lemmon Survey       |
| 809739 | 2019 UH123               | 24 ottobre 2019   | Pan-STARRS                |
| 809740 | 2019 UL124               | 19 settembre 2014 | Pan-STARRS                |
| 809741 | 2019 UP125               | 31 ottobre 2019   | Mount Lemmon Survey       |
| 809742 | 2019 UA126               | 16 gennaio 2015   | Pan-STARRS                |
| 809743 | 2019 UQ126               | 22 ottobre 2019   | Mount Lemmon Survey       |
| 809744 | 2019 UQ128               | 31 ottobre 2019   | Pan-STARRS 2              |
| 809745 | 2019 UL143               | 24 ottobre 2019   | Pan-STARRS                |
| 809746 | 2019 UV144               | 25 ottobre 2019   | Mount Lemmon Survey       |
| 809747 | 2019 UC166               | 21 ottobre 2019   | Mount Lemmon Survey       |
| 809748 | 2019 UL166               | 28 ottobre 2019   | Pan-STARRS                |
| 809749 | 2019 UG181               | 31 ottobre 2019   | Pan-STARRS 2              |
| 809750 | 2019 UK184               | 19 settembre 2014 | Pan-STARRS                |
| 809751 | 2019 UU190               | 27 novembre 2014  | Pan-STARRS                |
| 809752 | 2019 UV194               | 31 ottobre 2019   | Pan-STARRS                |
| 809753 | 2019 UH195               | 9 febbraio 2016   | Pan-STARRS                |
| 809754 | 2019 UY199               | 25 ottobre 2015   | Pan-STARRS                |
| 809755 | 2019 UL200               | 28 ottobre 2019   | Pan-STARRS                |
| 809756 | 2019 VA5                 | 18 gennaio 2016   | Mount Lemmon Survey       |
| 809757 | 2019 VN6                 | 31 gennaio 2017   | Mount Lemmon Survey       |
| 809758 | 2019 VD7                 | 11 marzo 2016     | Spacewatch                |
| 809759 | 2019 VA8                 | 2 novembre 2019   | Pan-STARRS                |
| 809760 | 2019 VA9                 | 1 maggio 2016     | CTIO-DECam                |
| 809761 | 2019 VH9                 | 5 novembre 2019   | Mount Lemmon Survey       |
| 809762 | 2019 VA10                | 2 novembre 2019   | Pan-STARRS                |
| 809763 | 2019 VQ10                | 2 novembre 2019   | Pan-STARRS                |
| 809764 | 2019 VR11                | 3 novembre 2019   | Pan-STARRS                |
| 809765 | 2019 VF13                | 26 aprile 2017    | Pan-STARRS                |
| 809766 | 2019 VG13                | 8 novembre 2019   | Mount Lemmon Survey       |
| 809767 | 2019 VV13                | 27 gennaio 2012   | Spacewatch                |
| 809768 | 2019 VL14                | 5 novembre 2019   | Mount Lemmon Survey       |
| 809769 | 2019 VQ19                | 2 novembre 2019   | Pan-STARRS                |
| 809770 | 2019 VJ22                | 5 novembre 2019   | Mount Lemmon Survey       |
| 809771 | 2019 VN22                | 5 novembre 2019   | Mount Lemmon Survey       |
| 809772 | 2019 VM23                | 5 novembre 2019   | Pan-STARRS 2              |
| 809773 | 2019 VO29                | 2 novembre 2019   | Pan-STARRS                |
| 809774 | 2019 VP29                | 3 novembre 2019   | Pan-STARRS                |
| 809775 | 2019 VH30                | 5 novembre 2019   | Mount Lemmon Survey       |
| 809776 | 2019 VN30                | 13 agosto 2018    | Pan-STARRS                |
| 809777 | 2019 VW30                | 5 novembre 2019   | Mount Lemmon Survey       |
| 809778 | 2019 VK31                | 8 novembre 2019   | Mount Lemmon Survey       |
| 809779 | 2019 VM33                | 2 novembre 2019   | Pan-STARRS                |
| 809780 | 2019 VR33                | 2 novembre 2019   | Pan-STARRS                |
| 809781 | 2019 VX60                | 2 novembre 2019   | Pan-STARRS                |
| 809782 | 2019 VY62                | 29 novembre 2014  | Mount Lemmon Survey       |
| 809783 | 2019 VG63                | 21 dicembre 2014  | Pan-STARRS                |
| 809784 | 2019 WJ7                 | 28 novembre 2019  | Pan-STARRS                |
| 809785 | 2019 WS7                 | 24 novembre 2019  | Mount Lemmon Survey       |
| 809786 | 2019 WB9                 | 26 novembre 2019  | Pan-STARRS                |
| 809787 | 2019 WU9                 | 27 novembre 2019  | Pan-STARRS                |
| 809788 | 2019 WR10                | 6 dicembre 2015   | Mount Lemmon Survey       |
| 809789 | 2019 WD15                | 24 novembre 2019  | Mount Lemmon Survey       |
| 809790 | 2019 WM15                | 26 novembre 2019  | Pan-STARRS                |
| 809791 | 2019 WH16                | 26 novembre 2019  | Pan-STARRS                |
| 809792 | 2019 WJ16                | 26 novembre 2019  | Pan-STARRS                |
| 809793 | 2019 WE18                | 19 novembre 2019  | Mount Lemmon Survey       |
| 809794 | 2019 WP18                | 28 novembre 2019  | Pan-STARRS 2              |
| 809795 | 2019 WR19                | 19 novembre 2019  | Mount Lemmon Survey       |
| 809796 | 2019 WX19                | 26 novembre 2019  | Pan-STARRS                |
| 809797 | 2019 WJ21                | 26 novembre 2019  | Pan-STARRS                |
| 809798 | 2019 WN21                | 28 novembre 2019  | Pan-STARRS 2              |
| 809799 | 2019 WV21                | 26 novembre 2019  | Pan-STARRS                |
| 809800 | 2019 WT27                | 29 novembre 2019  | Telescope, Subaru         |

## 809801–809900
| Nome   | Designazione provvisoria | Data di scoperta | Scopritore          |
| ------ | ------------------------ | ---------------- | ------------------- |
| 809801 | 2019 WQ41                | 20 gennaio 2015  | Pan-STARRS          |
| 809802 | 2019 XV2                 | 4 dicembre 2019  | Pan-STARRS          |
| 809803 | 2019 XB6                 | 3 dicembre 2019  | Pan-STARRS          |
| 809804 | 2019 XD11                | 3 dicembre 2019  | Pan-STARRS          |
| 809805 | 2019 XZ11                | 3 maggio 2016    | CTIO-DECam          |
| 809806 | 2019 XQ12                | 2 dicembre 2019  | Mount Lemmon Survey |
| 809807 | 2019 XW12                | 3 dicembre 2019  | Pan-STARRS          |
| 809808 | 2019 XL13                | 6 dicembre 2019  | Mount Lemmon Survey |
| 809809 | 2019 XT14                | 5 febbraio 2016  | Pan-STARRS          |
| 809810 | 2019 XP16                | 3 dicembre 2019  | Pan-STARRS          |
| 809811 | 2019 XH17                | 24 marzo 2022    | Mount Lemmon Survey |
| 809812 | 2019 XS17                | 6 dicembre 2019  | Mount Lemmon Survey |
| 809813 | 2019 XS18                | 2 dicembre 2019  | Mount Lemmon Survey |
| 809814 | 2019 XC19                | 7 dicembre 2019  | Mount Lemmon Survey |
| 809815 | 2019 YZ6                 | 30 dicembre 2019 | Bok NEO Survey      |
| 809816 | 2019 YW7                 | 1 maggio 2016    | CTIO-DECam          |
| 809817 | 2019 YA8                 | 28 dicembre 2019 | Pan-STARRS          |
| 809818 | 2019 YT8                 | 3 aprile 2016    | Pan-STARRS          |
| 809819 | 2019 YS9                 | 28 dicembre 2019 | Pan-STARRS          |
| 809820 | 2019 YB10                | 3 aprile 2016    | Pan-STARRS          |
| 809821 | 2019 YZ10                | 26 aprile 2016   | Mount Lemmon Survey |
| 809822 | 2019 YF11                | 24 dicembre 2019 | Pan-STARRS          |
| 809823 | 2019 YJ11                | 19 dicembre 2019 | Pan-STARRS 2        |
| 809824 | 2019 YB12                | 24 aprile 2011   | CSS                 |
| 809825 | 2019 YW12                | 24 dicembre 2019 | Pan-STARRS          |
| 809826 | 2019 YG16                | 28 dicembre 2019 | Pan-STARRS          |
| 809827 | 2019 YZ19                | 30 dicembre 2019 | Pan-STARRS          |
| 809828 | 2019 YS20                | 14 gennaio 2016  | Pan-STARRS          |
| 809829 | 2019 YV20                | 3 aprile 2016    | Pan-STARRS          |
| 809830 | 2019 YR22                | 28 dicembre 2019 | Pan-STARRS          |
| 809831 | 2019 YS22                | 28 dicembre 2019 | Pan-STARRS          |
| 809832 | 2019 YT22                | 28 dicembre 2019 | Pan-STARRS          |
| 809833 | 2019 YU22                | 30 dicembre 2019 | Bok NEO Survey      |
| 809834 | 2019 YU27                | 30 ottobre 2019  | Mount Lemmon Survey |
| 809835 | 2019 YS30                | 28 dicembre 2019 | Pan-STARRS          |
| 809836 | 2019 YN33                | 24 dicembre 2019 | Pan-STARRS          |
| 809837 | 2019 YY33                | 12 aprile 2016   | Pan-STARRS          |
| 809838 | 2019 YA36                | 30 dicembre 2019 | Pan-STARRS          |
| 809839 | 2019 YX36                | 17 gennaio 2015  | Pan-STARRS          |
| 809840 | 2019 YB37                | 20 dicembre 2019 | Mount Lemmon Survey |
| 809841 | 2019 YM37                | 28 dicembre 2019 | Pan-STARRS          |
| 809842 | 2019 YO37                | 17 dicembre 2019 | Mount Lemmon Survey |
| 809843 | 2019 YR37                | 20 dicembre 2019 | Mount Lemmon Survey |
| 809844 | 2019 YS37                | 24 gennaio 2015  | Pan-STARRS          |
| 809845 | 2019 YV38                | 30 dicembre 2019 | Pan-STARRS          |
| 809846 | 2019 YA39                | 30 dicembre 2019 | Pan-STARRS          |
| 809847 | 2019 YL39                | 30 dicembre 2019 | Pan-STARRS          |
| 809848 | 2019 YH41                | 3 maggio 2016    | CTIO-DECam          |
| 809849 | 2019 YM43                | 31 dicembre 2019 | Pan-STARRS          |
| 809850 | 2019 YR44                | 30 dicembre 2019 | Pan-STARRS          |
| 809851 | 2019 YR45                | 30 dicembre 2019 | Pan-STARRS          |
| 809852 | 2020 AN4                 | 5 gennaio 2020   | Mount Lemmon Survey |
| 809853 | 2020 AO4                 | 5 gennaio 2020   | Mount Lemmon Survey |
| 809854 | 2020 AP4                 | 1 gennaio 2020   | Pan-STARRS          |
| 809855 | 2020 AA5                 | 10 febbraio 2016 | Pan-STARRS          |
| 809856 | 2020 AO5                 | 3 gennaio 2020   | Mount Lemmon Survey |
| 809857 | 2020 AM6                 | 1 gennaio 2020   | Pan-STARRS          |
| 809858 | 2020 AO6                 | 4 gennaio 2020   | Mount Lemmon Survey |
| 809859 | 2020 AW8                 | 10 dicembre 2014 | Pan-STARRS          |
| 809860 | 2020 AK9                 | 27 novembre 2014 | Pan-STARRS          |
| 809861 | 2020 AN9                 | 29 dicembre 2014 | Mount Lemmon Survey |
| 809862 | 2020 AD11                | 3 gennaio 2016   | Pan-STARRS          |
| 809863 | 2020 AY11                | 20 novembre 2014 | Pan-STARRS          |
| 809864 | 2020 AJ12                | 4 gennaio 2020   | Mount Lemmon Survey |
| 809865 | 2020 AE15                | 4 gennaio 2020   | Mount Lemmon Survey |
| 809866 | 2020 AE21                | 1 gennaio 2020   | Pan-STARRS          |
| 809867 | 2020 AZ21                | 1 gennaio 2020   | Pan-STARRS          |
| 809868 | 2020 AL22                | 1 gennaio 2020   | Pan-STARRS          |
| 809869 | 2020 AE23                | 7 settembre 2018 | Mount Lemmon Survey |
| 809870 | 2020 AV23                | 2 gennaio 2020   | Pan-STARRS          |
| 809871 | 2020 AH28                | 11 dicembre 2014 | Pan-STARRS          |
| 809872 | 2020 AO28                | 3 gennaio 2020   | Mount Lemmon Survey |
| 809873 | 2020 AT31                | 3 gennaio 2020   | Mount Lemmon Survey |
| 809874 | 2020 BA                  | 26 dicembre 2014 | Pan-STARRS          |
| 809875 | 2020 BX12                | 27 gennaio 2020  | ATLAS-MLO, Mauna L  |
| 809876 | 2020 BS15                | 31 gennaio 2020  | Mount Lemmon Survey |
| 809877 | 2020 BZ15                | 24 gennaio 2020  | Mount Lemmon Survey |
| 809878 | 2020 BD17                | 15 gennaio 2011  | Mount Lemmon Survey |
| 809879 | 2020 BZ17                | 24 gennaio 2020  | Mount Lemmon Survey |
| 809880 | 2020 BE18                | 19 gennaio 2020  | Pan-STARRS          |
| 809881 | 2020 BY18                | 22 gennaio 2020  | Pan-STARRS          |
| 809882 | 2020 BZ18                | 23 gennaio 2020  | Pan-STARRS          |
| 809883 | 2020 BS19                | 20 gennaio 2020  | Pan-STARRS          |
| 809884 | 2020 BT19                | 23 gennaio 2020  | Pan-STARRS 2        |
| 809885 | 2020 BW19                | 18 aprile 2015   | CTIO-DECam          |
| 809886 | 2020 BQ20                | 21 gennaio 2020  | Pan-STARRS          |
| 809887 | 2020 BD21                | 22 gennaio 2020  | Pan-STARRS          |
| 809888 | 2020 BM22                | 1 maggio 2016    | Pan-STARRS          |
| 809889 | 2020 BD24                | 24 dicembre 2014 | Mount Lemmon Survey |
| 809890 | 2020 BG24                | 1 maggio 2016    | CTIO-DECam          |
| 809891 | 2020 BM25                | 21 gennaio 2015  | Pan-STARRS          |
| 809892 | 2020 BZ32                | 23 gennaio 2020  | Pan-STARRS 2        |
| 809893 | 2020 BA35                | 22 marzo 2009    | CSS                 |
| 809894 | 2020 BR35                | 29 novembre 2014 | Pan-STARRS          |
| 809895 | 2020 BG36                | 26 gennaio 2015  | Pan-STARRS          |
| 809896 | 2020 BW38                | 28 gennaio 2015  | Pan-STARRS          |
| 809897 | 2020 BV46                | 2 aprile 2016    | Pan-STARRS          |
| 809898 | 2020 BQ49                | 21 marzo 2015    | Pan-STARRS          |
| 809899 | 2020 BB53                | 10 dicembre 2005 | Spacewatch          |
| 809900 | 2020 BR53                | 19 gennaio 2020  | Pan-STARRS          |

## 809901–810000
| Nome   | Designazione provvisoria | Data di scoperta  | Scopritore               |
| ------ | ------------------------ | ----------------- | ------------------------ |
| 809901 | 2020 BC54                | 21 maggio 2017    | Pan-STARRS               |
| 809902 | 2020 BP58                | 22 gennaio 2020   | Pan-STARRS               |
| 809903 | 2020 BO61                | 23 gennaio 2020   | Pan-STARRS               |
| 809904 | 2020 BU62                | 21 gennaio 2020   | Pan-STARRS               |
| 809905 | 2020 BT65                | 25 gennaio 2020   | Pan-STARRS               |
| 809906 | 2020 BG68                | 19 agosto 2018    | Pan-STARRS               |
| 809907 | 2020 BF72                | 28 marzo 2016     | CTIO-DECam               |
| 809908 | 2020 BF74                | 22 gennaio 2020   | Pan-STARRS 2             |
| 809909 | 2020 BM76                | 24 gennaio 2020   | Mount Lemmon Survey      |
| 809910 | 2020 BO77                | 19 gennaio 2020   | Pan-STARRS               |
| 809911 | 2020 BW77                | 23 gennaio 2020   | Pan-STARRS 2             |
| 809912 | 2020 BK78                | 1 aprile 2016     | Pan-STARRS               |
| 809913 | 2020 BU78                | 26 gennaio 2020   | Pan-STARRS 2             |
| 809914 | 2020 BM79                | 2 aprile 2016     | Pan-STARRS               |
| 809915 | 2020 BO79                | 23 gennaio 2020   | Mount Lemmon Survey      |
| 809916 | 2020 BV79                | 24 gennaio 2020   | Mount Lemmon Survey      |
| 809917 | 2020 BE80                | 24 gennaio 2020   | Mount Lemmon Survey      |
| 809918 | 2020 BJ80                | 22 gennaio 2020   | Pan-STARRS               |
| 809919 | 2020 BY80                | 25 gennaio 2020   | Mount Lemmon Survey      |
| 809920 | 2020 BC81                | 25 gennaio 2020   | Mount Lemmon Survey      |
| 809921 | 2020 BF81                | 28 gennaio 2020   | Mount Lemmon Survey      |
| 809922 | 2020 BW81                | 21 gennaio 2020   | Pan-STARRS 2             |
| 809923 | 2020 BJ82                | 25 gennaio 2020   | Mount Lemmon Survey      |
| 809924 | 2020 BY82                | 24 gennaio 2020   | Pan-STARRS               |
| 809925 | 2020 BA83                | 21 gennaio 2020   | Pan-STARRS               |
| 809926 | 2020 BN83                | 26 gennaio 2020   | Pan-STARRS               |
| 809927 | 2020 BW83                | 22 gennaio 2020   | Pan-STARRS               |
| 809928 | 2020 BX83                | 21 gennaio 2020   | Pan-STARRS 2             |
| 809929 | 2020 BU84                | 25 gennaio 2020   | Mount Lemmon Survey      |
| 809930 | 2020 BF86                | 1 agosto 2000     | DES                      |
| 809931 | 2020 BF87                | 24 gennaio 2020   | Pan-STARRS               |
| 809932 | 2020 BJ87                | 22 gennaio 2020   | Pan-STARRS               |
| 809933 | 2020 BA88                | 22 gennaio 2020   | Pan-STARRS               |
| 809934 | 2020 BB88                | 21 gennaio 2020   | Pan-STARRS               |
| 809935 | 2020 BK88                | 11 aprile 2016    | Pan-STARRS               |
| 809936 | 2020 BM88                | 22 gennaio 2020   | Pan-STARRS 2             |
| 809937 | 2020 BY88                | 25 gennaio 2020   | Mount Lemmon Survey      |
| 809938 | 2020 BU90                | 24 gennaio 2020   | Mount Lemmon Survey      |
| 809939 | 2020 BQ91                | 19 gennaio 2020   | Pan-STARRS               |
| 809940 | 2020 BF92                | 17 ottobre 2018   | Pan-STARRS 2             |
| 809941 | 2020 BT93                | 20 ottobre 2012   | Pan-STARRS               |
| 809942 | 2020 BC94                | 26 gennaio 2020   | Pan-STARRS               |
| 809943 | 2020 BF95                | 24 settembre 2008 | Spacewatch               |
| 809944 | 2020 BC97                | 28 marzo 2015     | Pan-STARRS               |
| 809945 | 2020 BO99                | 5 dicembre 2008   | Spacewatch               |
| 809946 | 2020 BQ100               | 24 gennaio 2020   | Mount Lemmon Survey      |
| 809947 | 2020 BS100               | 4 settembre 2008  | Spacewatch               |
| 809948 | 2020 BV100               | 18 novembre 2007  | Mount Lemmon Survey      |
| 809949 | 2020 BA101               | 23 gennaio 2020   | Pan-STARRS               |
| 809950 | 2020 BE101               | 19 gennaio 2020   | Pan-STARRS               |
| 809951 | 2020 BG101               | 10 marzo 2016     | Pan-STARRS               |
| 809952 | 2020 BD102               | 20 gennaio 2015   | Pan-STARRS               |
| 809953 | 2020 BU105               | 12 agosto 2013    | Spacewatch               |
| 809954 | 2020 BT107               | 29 luglio 2017    | Pan-STARRS               |
| 809955 | 2020 BQ111               | 26 gennaio 2011   | Mount Lemmon Survey      |
| 809956 | 2020 BV116               | 1 maggio 2016     | CTIO-DECam               |
| 809957 | 2020 BE117               | 19 gennaio 2020   | Pan-STARRS               |
| 809958 | 2020 BF118               | 24 gennaio 2020   | Mount Lemmon Survey      |
| 809959 | 2020 BS118               | 24 gennaio 2020   | Mount Lemmon Survey      |
| 809960 | 2020 BY118               | 26 dicembre 2014  | Pan-STARRS               |
| 809961 | 2020 BD119               | 21 gennaio 2020   | Pan-STARRS               |
| 809962 | 2020 BK119               | 21 gennaio 2020   | Pan-STARRS               |
| 809963 | 2020 BN119               | 27 gennaio 2020   | Pan-STARRS               |
| 809964 | 2020 BN122               | 25 gennaio 2020   | Pan-STARRS               |
| 809965 | 2020 BG124               | 12 maggio 2012    | Mount Lemmon Survey      |
| 809966 | 2020 BQ124               | 23 gennaio 2020   | Pan-STARRS               |
| 809967 | 2020 BR124               | 26 novembre 2014  | Pan-STARRS               |
| 809968 | 2020 BH139               | 1 dicembre 2014   | Pan-STARRS               |
| 809969 | 2020 BD140               | 26 gennaio 2020   | Pan-STARRS               |
| 809970 | 2020 BR140               | 22 gennaio 2020   | Pan-STARRS               |
| 809971 | 2020 BV140               | 25 gennaio 2020   | Mount Lemmon Survey      |
| 809972 | 2020 BG143               | 5 novembre 2018   | Pan-STARRS 2             |
| 809973 | 2020 BY143               | 21 dicembre 2014  | Pan-STARRS               |
| 809974 | 2020 BH144               | 19 gennaio 2020   | Mount Lemmon Survey      |
| 809975 | 2020 BB150               | 25 ottobre 2014   | Mount Lemmon Survey      |
| 809976 | 2020 BA151               | 19 gennaio 2020   | Mount Lemmon Survey      |
| 809977 | 2020 BE163               | 9 ottobre 2012    | Pan-STARRS               |
| 809978 | 2020 BL174               | 21 gennaio 2020   | Pan-STARRS               |
| 809979 | 2020 BT174               | 17 novembre 2014  | Pan-STARRS               |
| 809980 | 2020 CK3                 | 2 gennaio 2020    | Pan-STARRS               |
| 809981 | 2020 CO3                 | 4 febbraio 2020   | Pan-STARRS 2             |
| 809982 | 2020 CG4                 | 28 gennaio 2014   | L. Elenin                |
| 809983 | 2020 CT6                 | 28 ottobre 2017   | Pan-STARRS               |
| 809984 | 2020 CX6                 | 27 gennaio 2015   | Pan-STARRS               |
| 809985 | 2020 CH7                 | 5 febbraio 2020   | Pan-STARRS               |
| 809986 | 2020 CQ8                 | 2 febbraio 2020   | Mount Lemmon Survey      |
| 809987 | 2020 CF9                 | 1 febbraio 2020   | Mount Lemmon Survey      |
| 809988 | 2020 DK3                 | 3 settembre 2016  | Mount Lemmon Survey      |
| 809989 | 2020 DT5                 | 10 ottobre 2018   | Mount Lemmon Survey      |
| 809990 | 2020 DC6                 | 29 febbraio 2020  | H. Gröller, J. V. Scotti |
| 809991 | 2020 DT7                 | 20 febbraio 2020  | A. R. Gibbs              |
| 809992 | 2020 DJ8                 | 19 novembre 2009  | Mount Lemmon Survey      |
| 809993 | 2020 DC10                | 20 maggio 2015    | CTIO-DECam               |
| 809994 | 2020 DW10                | 21 febbraio 2020  | M. Altmann, T. Prusti    |
| 809995 | 2020 DR12                | 30 luglio 2009    | Spacewatch               |
| 809996 | 2020 DT14                | 29 febbraio 2020  | H. Gröller, J. V. Scotti |
| 809997 | 2020 DC15                | 28 novembre 2018  | Mount Lemmon Survey      |
| 809998 | 2020 DS15                | 13 gennaio 2015   | Pan-STARRS               |
| 809999 | 2020 DW16                | 7 luglio 2016     | Pan-STARRS               |
| 810000 | 2020 DP18                | 16 febbraio 2020  | Mount Lemmon Survey      |